# قائمة أكبر الأرباح والخسائر للشركات
تسرد هذه الصفحة أكبر الأرباح والخسائر السنوية والموسمية في تاريخ الشركات. بشكل عام، تأتي صناعة النفط والغاز في المركز الأول من حيث توليد أكبر الأرباح السنوية والموسمية. بينما تتركز أغلب الخسائر السنوية والربع سنوية على شركات التصنيع. أما بالنسبة لشركات الإتصالات والخدمات المالية فهي إما متصدرة قوائم أكبر الخسائر أو أكبر الأرباح.

## أكبر الأرباح السنوية للشركات في التاريخ
تهتم هذة القائمة بذكر الشركات التي حققت أرباح أكثر من 30 مليار دولار (وفقا لمؤشر أسعار المستهلك). أرجع الخبراء أن هذة الأرباح يمكن ألا تتكرر مرة أخرى فعلى سبيل المثال، في عام 2014، صرفت شركة فودافون اهتمامها عن شركة فيرايزون وايرلس، أو شركة فاني ماي عام 2013 (استحقاق ضرائب الدخل الفيدرالية)
| #  | الشركة                        | الصناعة                        | البلد                  | العام | تاريخ التقرير  | الأرباح بعملة الدولة(بالمليار) | الأرباح (بالمليار دولار) |
| -- | ----------------------------- | ------------------------------ | ---------------------- | ----- | -------------- | ------------------------------ | ------------------------ |
| 1  | فودافون                       | شركة اتصالات لاسلكية           | المملكة المتحدة        | 2014  | 31 مارس 2014   | £59.42                         | $108.07                  |
| 2  | فاني ماي                      | مؤسسة رهن عقاري ترعاها الحكومة | الولايات المتحدة       | 2013  | 31 ديسمبر 2013 | $83.98                         | $93.30                   |
| 3  | شركة أبل                      | شركة إلكترونيات استهلاكية      | الولايات المتحدة       | 2015  | 26 سبتمبر 2015 | $53.4                          | $58.30                   |
| 4  | شركة أبل                      | إلكترونيات استهلاكية           | الولايات المتحدة       | 2017  | 30 سبتمبر 2017 | $48.35                         | $48.35                   |
| 5  | إكسون موبيل                   | النفط والغاز                   | الولايات المتحدة       | 2008  | 31 ديسمبر 2008 | $45.22                         | $54.35                   |
| 6  | شركة أبل                      | إلكترونيات استهلاكية           | الولايات المتحدة       | 2016  | 24 سبتمبر 2016 | $45.7                          | $49.28                   |
| 7  | إكسون موبيل                   | النفط والغاز                   | الولايات المتحدة       | 2006  | 31 ديسمبر 2006 | $39.5                          | $50.71                   |
| 8  | إكسون موبيل                   | النفط والغاز                   | الولايات المتحدة       | 2007  | 31 ديسمبر 2007 | $40.61                         | $50.69                   |
| 9  | البنك الصناعي والتجاري الصيني | البنوك                         | الصين                  | 2014  | 31 ديسمبر 2014 | RMB 276.286                    | $49.08                   |
| 10 | إكسون موبيل                   | النفط والغاز                   | الولايات المتحدة       | 2005  | 31 ديسمبر 2005 | $36.13                         | $47.88                   |
| 11 | البنك الصناعي والتجاري الصيني | البنوك                         | الصين                  | 2013  | 31 ديسمبر 2013 | RMB 262.7                      | $47.74                   |
| 12 | إكسون موبيل                   | النفط والغاز                   | الولايات المتحدة       | 2011  | 31 ديسمبر 2011 | $41.06                         | $47.24                   |
| 13 | شركة أبل                      | إلكترونيات استهلاكية           | الولايات المتحدة       | 2012  | 29 سبتمبر 2012 | $41.73                         | $47.04                   |
| 14 | البنك الصناعي والتجاري الصيني | البنوك                         | الصين                  | 2015  | 31 ديسمبر 2015 | RMB 277.720                    | $46.71                   |
| 15 | غازبروم                       | النفط والغاز                   | روسيا                  | 2012  | 31 ديسمبر 2012 | RUB 1,224.5                    | $45.28                   |
| 16 | نستله                         | صناعة الطعام                   | سويسرا                 | 2010  | 31 ديسمبر 2010 | $37.88                         | $44.96                   |
| 17 | شركة أبل                      | إلكترونيات استهلاكية           | الولايات المتحدة       | 2014  | 27 سبتمبر 2014 | $39.51                         | $43.19                   |
| 18 | البنك الصناعي والتجاري الصيني | البنوك                         | الصين                  | 2012  | 31 ديسمبر 2012 | RMB 238.7                      | $42.60                   |
| 19 | شركة أبل                      | إلكترونيات استهلاكية           | الولايات المتحدة       | 2013  | 29 سبتمبر 2013 | $37.04                         | $41.15                   |
| 20 | بنك التعمير الصيني            | البنوك                         | الصين                  | 2014  | 31 ديسمبر 2014 | RMB 228.247                    | $40.55                   |
| 21 | رويال داتش شل                 | النفط والغاز                   | هولندا المملكة المتحدة | 2007  | 31 ديسمبر 2007 | $31.33                         | $39.10                   |
| 22 | بنك التعمير الصيني            | البنوك                         | الصين                  | 2013  | 31 ديسمبر 2013 | RMB 214.65                     | $39.01                   |
| 23 | غازبروم                       | النفط والغاز                   | روسيا                  | 2013  | 31 ديسمبر 2013 | RUB 1,139.2                    | $38.58                   |
| 24 | بنك التعمير الصيني            | البنوك                         | الصين                  | 2015  | 31 ديسمبر 2015 | RMB 228.886                    | $38.50                   |
| 25 | البنك الصناعي والتجاري الصيني | البنوك                         | الصين                  | 2011  | 31 ديسمبر 2011 | RMB 208.27                     | $37.64                   |
| 26 | إكسون موبيل                   | النفط والغاز                   | الولايات المتحدة       | 2010  | 31 ديسمبر 2010 | $31.40                         | $37.27                   |
| 27 | إكسون موبيل                   | النفط والغاز                   | الولايات المتحدة       | 2003  | 31 ديسمبر 2013 | $32.58                         | $36.20                   |
| 28 | رويال داتش شل                 | النفط والغاز                   | هولندا UK              | 2011  | 31 ديسمبر 2011 | $31.19                         | $35.88                   |
| 29 | غازبروم                       | النفط والغاز                   | روسيا                  | 2011  | 31 ديسمبر 2011 | RUB 1,000.9                    | $35.73                   |
| 30 | شركة فورد                     | صناعة المركبات                 | الولايات المتحدة       | 1998  | 31 ديسمبر 1998 | $22.07                         | $35.04                   |
| 31 | إكسون موبيل                   | النفط والغاز                   | الولايات المتحدة       | 2004  | 31 ديسمبر 2004 | $25.33                         | $34.71                   |
| 32 | بنك التعمير الصيني            | البنوك                         | الصين                  | 2012  | 31 ديسمبر 2012 | RMB 193.179                    | $34.47                   |
| 33 | رويال داتش شل                 | النفط والغاز                   | هولندا المملكة المتحدة | 2005  | 31 ديسمبر 2005 | $25.31                         | $33.54                   |
| 34 | رويال داتش شل                 | النفط والغاز                   | هولندا المملكة المتحدة | 2006  | 31 ديسمبر 2006 | $25.44                         | $32.66                   |

## أكبر الخسائر السنوية للشركات في التاريخ
تذكر القائمة أكبر الخسائر السنوية التي تخطت حاجز 20 مليار دولار أمريكي، البيانات الموجودة في الجدول منسبة إلى يونيو عام 2011.
| #  | الشركة                      | الصناعة                        | البلد                    | العام | عام الإعلان    | الخسارة المعلنة بعملة الدولة (بالمليار) | نسبة سعر الدولار إلى عملة البلد | الخسارة التقريبية بالدولار الأمريكي (بالمليار) | تضخم سعر الدولار في يونيو 2011 | الخسارة الحقيقية بالدولار الأمريكي (بالمليار) |
| -- | --------------------------- | ------------------------------ | ------------------------ | ----- | -------------- | --------------------------------------- | ------------------------------- | ---------------------------------------------- | ------------------------------ | --------------------------------------------- |
| 1  | وارنر ميديا                 | شركة إعلام                     | الولايات المتحدة         | 2002  | 31 ديسمبر 2002 | $98.7                                   | 1                               | $98.7                                          | 24.78%                         | $123.16                                       |
| 2  | المجموعة العالمية الأمريكية | تأمين خدمات مالية              | الولايات المتحدة         | 2008  | 31 ديسمبر 2008 | $99.3                                   | 1                               | $99.3                                          | 7.37%                          | $106.62                                       |
| 3  | فاني ماي                    | مؤسسة رهن عقاري ترعاها الحكومة | الولايات المتحدة         | 2009  | 31 ديسمبر 2009 | $74.4                                   | 1                               | $74.4                                          | 4.53%                          | $77.77                                        |
| 4  | شركة جيه دي إس يو           | المنتجات البصرية والاتصالات    | الولايات المتحدة         | 2001  | 31 ديسمبر 2001 | $56.1                                   | 1                               | $56.1                                          | 27.74%                         | $71.66                                        |
| 5  | فاني ماي                    | مؤسسة رهن عقاري ترعاها الحكومة | الولايات المتحدة         | 2008  | 31 ديسمبر 2008 | $59.8                                   | 1                               | $59.8                                          | 7.37%                          | $64.21                                        |
| 6  | فريدي ماك                   | ائتمان مصرفي                   | الولايات المتحدة         | 2008  | 31 ديسمبر 2008 | $50.8                                   | 1                               | $50.8                                          | 7.37%                          | $54.54                                        |
| 7  | كويست للاتصالات الدولية     | شركة إتصالات                   | الولايات المتحدة         | 2002  | 31 ديسمبر 2002 | $35.9                                   | 1                               | $35.9                                          | 24.78%                         | $44.8                                         |
| 8  | جنرال موتورز                | صناعة المركبات                 | الولايات المتحدة         | 2007  | 31 ديسمبر 2007 | $38.7                                   | 1                               | $38.7                                          | 7.47%                          | $41.59                                        |
| 9  | المصرف الملكي الاسكوتلندي   | خدمات مالية                    | المملكة المتحدة          | 2008  | 31 ديسمبر 2008 | £24.1                                   | 1.4479                          | $34.9                                          | 7.37%                          | $37.47                                        |
| 10 | جنرال موتورز                | صناعة المركبات                 | الولايات المتحدة         | 1992  | 31 ديسمبر 1992 | $23.50                                  | 1                               | $23.50                                         | 59.07%                         | $37.38                                        |
| 11 | جنرال موتورز                | صناعة المركبات                 | الولايات المتحدة         | 2008  | 31 ديسمبر 2008 | $30.9                                   | 1                               | $30.9                                          | 7.37%                          | $33.18                                        |
| 12 | سيتي غروب                   | البنوك خدمات مالية             | الولايات المتحدة         | 2008  | 31 ديسمبر 2008 | $27.68                                  | 1                               | $27.68                                         | 7.37%                          | $29.72                                        |
| 13 | فودافون                     | شركة إتصالات                   | المملكة المتحدة          | 2006  | 31 مارس 2006   | £14.853                                 | 1.7398                          | $25.84                                         | 12.97%                         | $29.19                                        |
| 14 | فريدي ماك                   | ائتمان مصرفي                   | الولايات المتحدة         | 2009  | 31 ديسمبر 2009 | $25.7                                   | 1                               | $25.7                                          | 4.53%                          | $26.86                                        |
| 15 | فودافون                     | شركة إتصالات                   | المملكة المتحدة          | 2002  | 31 مارس 2002   | £13.539                                 | 1.4262                          | $19.309                                        | 26.24%                         | $24.38                                        |
| 16 | الخطوط الجوية المتحدة       | شركة طيران                     | الولايات المتحدة         | 2005  | 31 ديسمبر 2005 | $21.18                                  | 1                               | $21.18                                         | 14.7%                          | $24.29                                        |
| 17 | نخيل العقارية               | شركة استثمار عقاري             | الإمارات العربية المتحدة | 2009  | 31 ديسمبر 2009 | $20.85                                  | 1                               | $20.85                                         | 4.53%                          | $21.79                                        |
| 18 | مجموعة يو بي إس             | البنوك خدمات مالية             | سويسرا                   | 2008  | 31 ديسمبر 2008 | CHF19.7                                 | 0.9473                          | $18.7                                          | 7.37%                          | $20.08                                        |

## أكبر الأرباح الموسمية للشركات في التاريخ
تذكر القائمة أكبر الأرباح الموسمية التي تخطت حاجز 10 مليار دولار أمريكي، البيانات الموجودة في الجدول منسبة إلى يونيو عام 2011.
| #  | الشركة        | الصناعة                        | البلد                  | العام | الربع المالي | تاريخ الإعلان  | الأرباح بعملة البلد (بالمليار) | تضخم الدولار في يونيو 2011 | الأرباح بالدولار الأمريكي (بالمليار) |
| -- | ------------- | ------------------------------ | ---------------------- | ----- | ------------ | -------------- | ------------------------------ | -------------------------- | ------------------------------------ |
| 1  | فاني ماي      | مؤسسة رهن عقاري ترعاها الحكومة | الولايات المتحدة       | 2013  | 1Q           | 9 مايو 2013    | $58.7                          | 0%                         | $58.7                                |
| 2  | شركة أبل      | إلكترونيات استهلاكية           | الولايات المتحدة       | 2018  | 1Q           | 1 فبراير 2018  | $20.0                          | 0%                         | $20.0                                |
| 3  | شركة أبل      | إلكترونيات استهلاكية           | الولايات المتحدة       | 2016  | 1Q           | 26 يناير 2016  | $18.4                          | 0%                         | $18.4                                |
| 4  | شركة أبل      | إلكترونيات استهلاكية           | الولايات المتحدة       | 2015  | 1Q           | 27 يناير 2015  | $18.04                         | 0%                         | $18.04                               |
| 5  | شركة أبل      | إلكترونيات استهلاكية           | الولايات المتحدة       | 2017  | 1Q           | 31 يناير 2017  | $17.89                         | 0%                         | $17.89                               |
| 6  | غازبروم       | صناعة النفط والغاز             | روسيا                  | 2011  | 1Q           | 30 أغسطس 2011  | $16.24                         |                            | $16.24                               |
| 7  | رويال داتش شل | صناعة النفط والغاز             | هولندا المملكة المتحدة | 2008  | 2Q           | 30 يونيو 2008  | $15.68                         | 3.16%                      | $16.18                               |
| 8  | إكسون موبيل   | صناعة النفط والغاز             | الولايات المتحدة       | 2008  | 3Q           | 30 سبتمبر 2008 | $14.8                          | 3.17%                      | $15.27                               |
| 9  | شركة أبل      | إلكترونيات استهلاكية           | الولايات المتحدة       | 2018  | 2Q           | 1 مايو 2018    | $13.82                         | 0%                         | $13.82                               |
| 10 | شركة أبل      | إلكترونيات استهلاكية           | الولايات المتحدة       | 2015  | 2Q           | 27 ابريل 2015  | $13.6                          | 0%                         | $13.60                               |
| 11 | شركة أبل      | إلكترونيات استهلاكية           | الولايات المتحدة       | 2014  | 1Q           | 27 يناير 2014  | $13.10                         | 0%                         | $13.10                               |
| 12 | شركة أبل      | إلكترونيات استهلاكية           | الولايات المتحدة       | 2013  | 1Q           | 23 يناير 2013  | $13.08                         | 0%                         | $13.08                               |
| 13 | شركة أبل      | إلكترونيات استهلاكية           | الولايات المتحدة       | 2012  | 1Q           | 24 يناير 2012  | $13.06                         | 0%                         | $13.06                               |
| 14 | إكسون موبيل   | صناعة النفط والغاز             | الولايات المتحدة       | 2007  | 4Q           | 31 ديسمبر 2007 | $11.66                         | 7.47%                      | $12.53                               |
| 15 | شركة أبل      | إلكترونيات استهلاكية           | الولايات المتحدة       | 2012  | 2Q           | 24 ابريل 2012  | $11.6                          | 0%                         | $11.6                                |
| 16 | إكسون موبيل   | صناعة النفط والغاز             | الولايات المتحدة       | 2005  | 4Q           | 31 ديسمبر 2005 | $10.71                         | 14.7%                      | $12.28                               |
| 17 | إكسون موبيل   | صناعة النفط والغاز             | الولايات المتحدة       | 2008  | 2Q           | 30 يونيو 2008  | $11.68                         | 3.16%                      | $12.05                               |
| 18 | إكسون موبيل   | صناعة النفط والغاز             | الولايات المتحدة       | 2006  | 3Q           | 30 سبتمبر 2006 | $10.49                         | 11.25%                     | $11.67                               |
| 19 | إكسون موبيل   | صناعة النفط والغاز             | الولايات المتحدة       | 2006  | 2Q           | 30 يونيو 2006  | $10.36                         | 11.25%                     | $11.53                               |
| 20 | إكسون موبيل   | صناعة النفط والغاز             | الولايات المتحدة       | 2008  | 1Q           | 31 مارس 2008   | $10.89                         | 5.71%                      | $11.51                               |
| 21 | إكسون موبيل   | صناعة النفط والغاز             | الولايات المتحدة       | 2006  | 4Q           | 31 ديسمبر 2006 | $10.25                         | 11.85%                     | $11.46                               |
| 22 | إكسون موبيل   | صناعة النفط والغاز             | الولايات المتحدة       | 2005  | 3Q           | 30 سبتمبر 2005 | $9.92                          | 13.54%                     | $11.26                               |
| 23 | رويال داتش شل | صناعة النفط والغاز             | هولندا المملكة المتحدة | 2008  | 3Q           | 30 سبتمبر 2008 | $10.90                         | 3.17%                      | $11.25                               |
| 24 | إكسون موبيل   | صناعة النفط والغاز             | الولايات المتحدة       | 2007  | 2Q           | 30 يونيو 2007  | $10.26                         | 8.34%                      | $11.12                               |
| 25 | إكسون موبيل   | صناعة النفط والغاز             | الولايات المتحدة       | 2011  | 1Q           | 31 مارس 2011   | $10.69                         | 1.01%                      | $10.8                                |
| 26 | شركة أبل      | إلكترونيات استهلاكية           | الولايات المتحدة       | 2017  | 4Q           | 30 سبتمبر 2017 | $10.7                          | 0%                         | $10.7                                |
| 27 | إكسون موبيل   | صناعة النفط والغاز             | الولايات المتحدة       | 2011  | 2Q           | 30 يونيو 2011  | $10.68                         | 0%                         | $10.68                               |
| 28 | إكسون موبيل   | صناعة النفط والغاز             | الولايات المتحدة       | 2011  | 3Q           | 30 سبتمبر 2011 | $10.33                         | 0%                         | $10.33                               |
| 29 | بي بي         | صناعة النفط والغاز             | المملكة المتحدة        | 2008  | 3Q           | 30 سبتمبر 2008 | $10.0                          | 3.17%                      | $10.32                               |
| 30 | شركة أبل      | إلكترونيات استهلاكية           | الولايات المتحدة       | 2014  | 2Q           | 23 ابريل 2014  | $10.2                          | 0%                         | $10.2                                |
| 31 | شركة أبل      | إلكترونيات استهلاكية           | الولايات المتحدة       | 2016  | 2Q           | 26 ابريل 2016  | $10.5                          | 0%                         | $10.5                                |

## أكبر الخسائر الموسمية للشركات في التاريخ
تذكر القائمة أكبر الخسائر الموسمية التي تخطت حاجز 10 مليار دولار أمريكي، البيانات الموجودة في الجدول منسبة إلى يونيو عام 2011.
| #  | الشركة                      | الصناعة                          | البلد            | العام | الربع المالي | تاريخ الإعلان  | الخسارة المعلنة بعملة الدولة (بالمليار) | نسبة الدولار إلى عملة البلد | الخسارة التقريبية بالدولار الأمريكي (بالمليار) | تضخم سعر الدولار في يونيو 2011 | الخسارة الحقيقية بالدولار الأمريكي (بالمليار) |
| -- | --------------------------- | -------------------------------- | ---------------- | ----- | ------------ | -------------- | --------------------------------------- | --------------------------- | ---------------------------------------------- | ------------------------------ | --------------------------------------------- |
| 1  | المجموعة العالمية الأمريكية | تأمين خدمات مالية                | الولايات المتحدة | 2008  | 4Q           | 31 ديسمبر 2008 | $61.66                                  | 1                           | $61.66                                         | 7.37%                          | $66.2                                         |
| 2  | فاني ماي                    | مؤسسة رهن عقاري ترعاها الحكومة   | الولايات المتحدة | 2009  | 1Q           | 31 مارس 2009   | $58.7                                   | 1                           | $58.7                                          | 6.12%                          | $62.29                                        |
| 3  | وارنر ميديا                 | شركة إعلام                       | الولايات المتحدة | 2002  | 4Q           | 31 ديسمبر 2002 | $44.9                                   | 1                           | $44.9                                          | 24.78%                         | $56.03                                        |
| 4  | فريدي ماك                   | ائتمان مصرفي                     | الولايات المتحدة | 2009  | 1Q           | 31 مارس 2009   | $50.8                                   | 1                           | $50.8                                          | 6.12%                          | $53.91                                        |
| 5  | جنرال موتورز                | صناعة المركبات                   | الولايات المتحدة | 2007  | 3Q           | 30 سبتمبر 2007 | $42.5                                   | 1                           | $42.5                                          | 8.27%                          | $46.01                                        |
| 6  | فاني ماي                    | مؤسسة رهن عقاري ترعاها الحكومة   | الولايات المتحدة | 2009  | 2Q           | 30 يونيو 2009  | $38.4                                   | 1                           | $38.4                                          | 4.65%                          | $40.19                                        |
| 7  | فاني ماي                    | مؤسسة رهن عقاري ترعاها الحكومة   | الولايات المتحدة | 2009  | 3Q           | 30 سبتمبر 2009 | $19.8                                   | 1                           | $19.8                                          | 4.52%                          | $20.69                                        |
| 8  | بي بي                       | النفط والغاز وقود أحفوري         | المملكة المتحدة  | 2010  | 2Q           | 30 يونيو 2010  | $17.2                                   | 1                           | $17.2                                          | 3.56%                          | $17.81                                        |
| 9  | وارنر ميديا                 | شركة إعلام                       | الولايات المتحدة | 2008  | 4Q           | 31 ديسمبر 2008 | $16.03                                  | 1                           | $16.03                                         | 7.37%                          | $17.21                                        |
| 10 | فاني ماي                    | مؤسسة رهن عقاري ترعاها الحكومة   | الولايات المتحدة | 2009  | 4Q           | 31 ديسمبر 2009 | $16.3                                   | 1                           | $16.3                                          | 4.53%                          | $17.04                                        |
| 11 | فاني ماي                    | [[مؤسسة رهن عقاري ترعاها الحكومة | الولايات المتحدة | 2010  | 1Q           | 31 مارس 2010   | $13.1                                   | 1                           | $13.1                                          | 3.72%                          | $13.59                                        |
| 12 | مجموعة يو بي إس             | البنوك خدمات مالية               | سويسرا           | 2007  | 4Q           | 31 ديسمبر 2007 | CHF12.5                                 | 0.8884                      | $11.105                                        | 7.47%                          | $11.93                                        |

## وصلات خارجية
- الموقع الرسمي لمجلة فوربس باللغة الإنجليزية.
- مقارنة بين أكبر الشركات- يوتيوب.
- قائمة فوربس لأكبر الشركات لعام 2017.